# Toi, Waguih
Pour plus de détails, voir Fiche technique et Distribution.
Toi, Waguih est un film français réalisé par Namir Abdel Messeeh et sorti en 2005.

## Fiche technique
- Titre : Toi, Waguih
- Réalisation : Namir Abdel Messeeh
- Scénario : Namir Abdel Messeeh
- Photographie : Nicolas Duchêne
- Montage : Albertine Lastéra
- Son : Cédric Deloche
- Production : Alter Ego Production
- Pays de production :  France
- Durée : 29 minutes
- Date de sortie : France - 4 juin 2005[1]

## Distinctions

### Récompenses
- Grand prix du jury aux Rencontres internationales du moyen métrage de Brive 2005[2],
- Prix du jury au Festival du film court francophone Un poing c'est court 2006[3],
- Prix du jury et prix FIPRESCI au Festival international du court métrage d'Oberhausen 2006[4].

### Sélections
- États généraux du film documentaire (Lussas) 2005
- Images en bibliothèques 2006